# Eustache Marcadé
Eustache Marcadé (Artois, 1390 – Marmoutier, 10 gennaio 1440) è stato un drammaturgo, poeta e teologo francese.

## Biografia

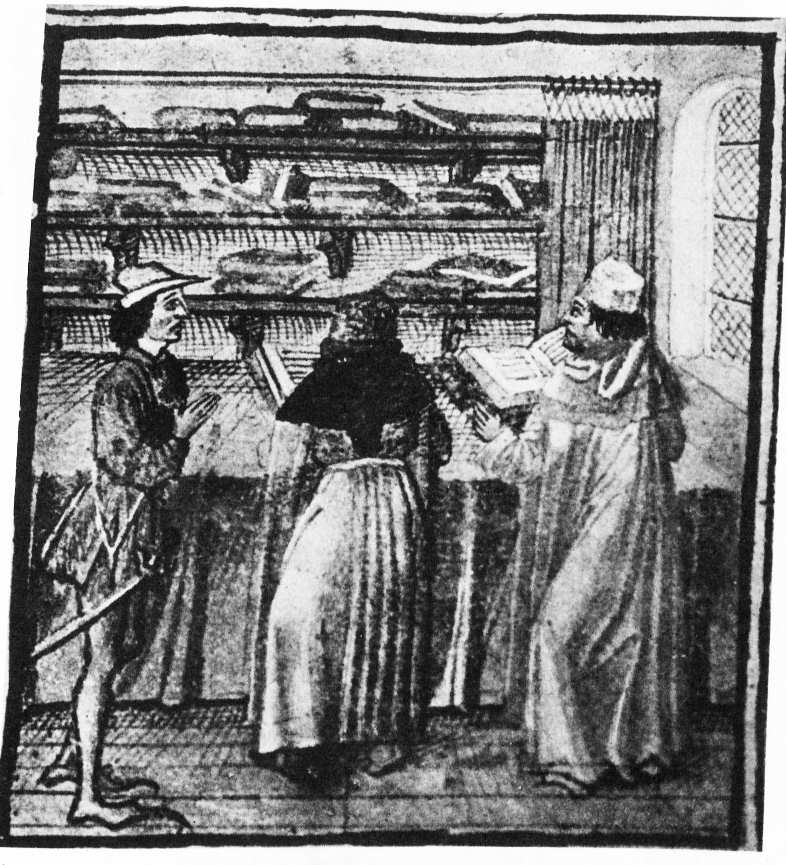
Mystère de la Passion d'Arras, i Consiglieri di Erode, 1437

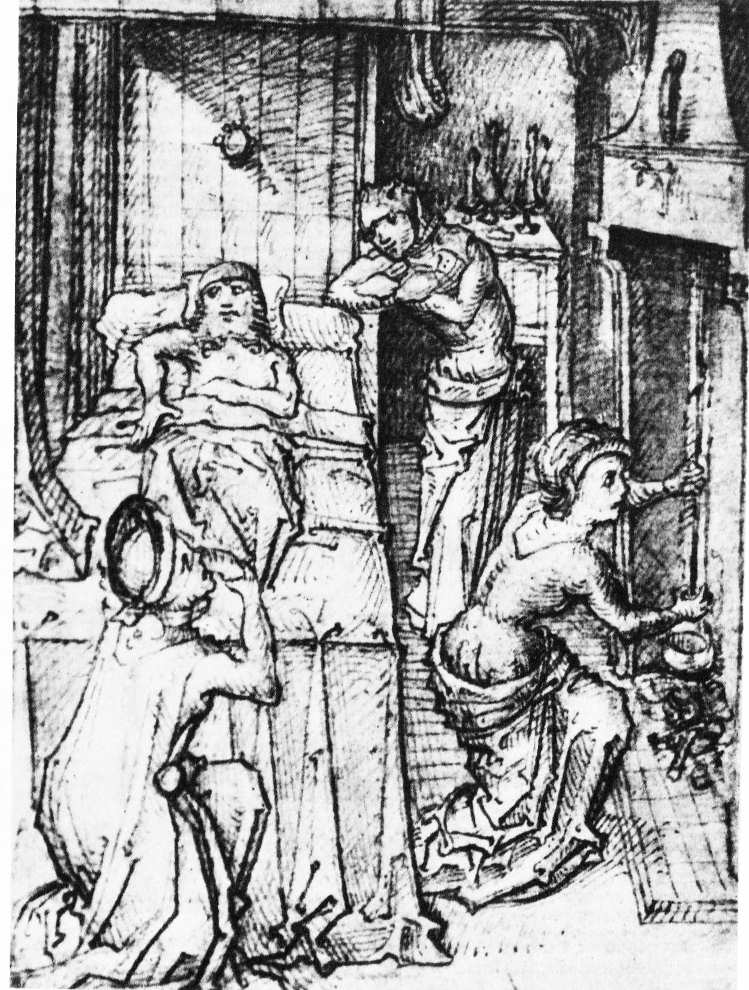
Mystère de la Passion d'Arras, Lazzaro, 1437

Eustache Marcadé fu monaco benedettino, prevosto di Dampierre-en-Bray (Dieppe) e giudice ecclesiastico dell'abbazia di Corbie.
Fu uno dei ventiquattro membri di una "corte d'amore" presieduta dal teologo Jean Mullecner, oltre che decano della Facoltà di diritto canonico di Parigi.
Ebbe qualche problema ai tempi della dominazione inglese in Francia e fu accusato di lesa maestà, oltre che di aver avuto contatti con Carlo VII di Francia e quindi arrestato, imprigionato ad Amiens e condannato a pagare una ammenda.
Nel luglio del 1438 partecipò alla riunione del clero a Bourges, nella quale venne emessa l'ordinanza regia francese, la cosiddetta Prammatica Sanzione di Bourges, in cui Carlo VII si dichiarava guardiano dei diritti della Chiesa di Francia.
Marcadé scrisse due testi teatrali religiosi, drammi liturgici chiamati misteri: il Mystère de la vengeance de Nostre Seigneur Jésus Christ, incentrato sulla presa di Gerusalemme da parte di Tito, e soprattutto il Mystère de la Passion d'Arras, oppure detto Passione Notre Seigneur, composto da 24943 versi ottosillabi a rime baciate, rappresentato nel 1437, che diventò un modello stilistico, un prototipo, per gli autori drammatici seguenti, come Arnoul Gréban e suo genero Jean Michel.
L'azione si svolge in quattro tempi (giornate) e descrive l'intero argomento della redenzione, attraverso numerosi episodi storico-biblici che dimostrano una grande cultura dell'autore.
Nel prologo è descritto il "processo paradisiaco" in cui Dio ascolta le testimonianze di Giustizia e Misericordia sui misfatti di Satana nel mondo. Dio decide quindi di mandare suo Figlio sulla terra per riscattare l'umanità. I primi tre giorni sono dedicati alla vita di Gesù sulla terra, dalla nascita alla passione. Il quarto giorno, Gesù torna in paradiso per raccontare la sua opera di redenzione.